# Amata pasca
Amata pasca là một loài bướm đêm thuộc phân họ Arctiinae, họ Erebidae.